# Rudolf Lohbauer

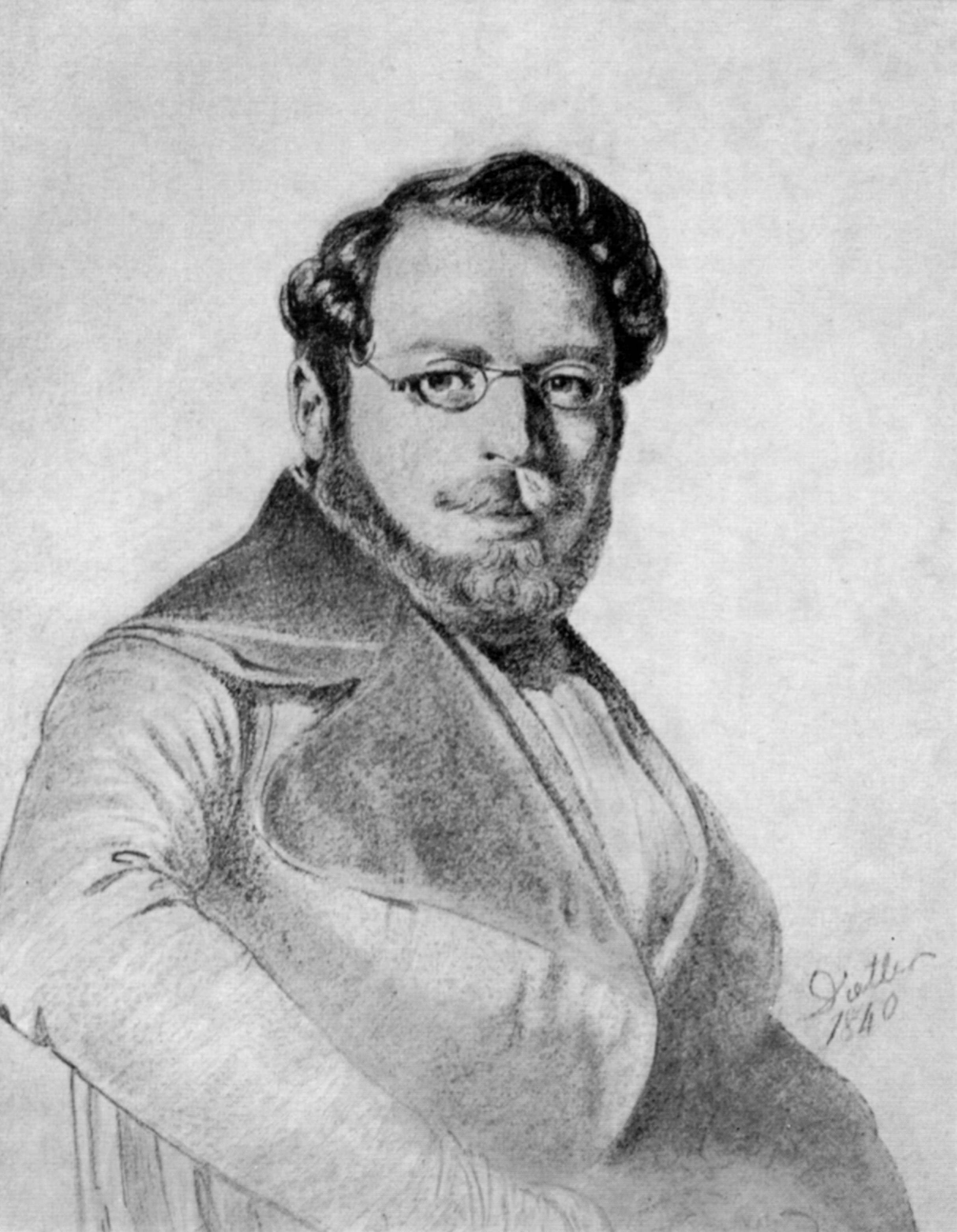
Johann Friedrich Dietler: Bildnis Rudolf Lohbauer, Zeichnung, Bern 1840,
Unterschrift – Rudolf Lohbauer, Professor:

Rudolf Lohbauer, auch Rudolph Lohbauer (* 14. April 1802 in Stuttgart; † 15. Mai 1873 in Hermesbühl bei Solothurn) war ein deutscher Verleger, Publizist, Maler und Militärtheoretiker. Er setzte sich für den Erhalt der Presse- und Meinungsfreiheit in Deutschland ein und war Redner des Hambacher Festes von 1832. Lohbauer war grundlegend beteiligt an der Gestaltung des eidgenössischen Milizsystems in der Schweiz.

## Leben

### Junge Jahre und Studium
Rudolf Lohbauer wurde am 14. April 1802 in Stuttgart geboren. Er war das erste Kind neben einem Bruder und drei Schwestern aus der Ehe des Hauptmanns und Dichters Karl Philipp von Lohbauer (1777–1809) und seiner Frau Christiane Sophia Friederika Rümelin (1777–1860). Zu seinem Freundeskreis während der Schulzeit zählten der spätere Lyriker Eduard Mörike, der spätere Oberleutnant und republikanische Verschwörer Ernst Ludwig Koseritz, der Mathematiker und Komponist Ernst Friedrich Kauffmann sowie der Arzt Hermann Hardegg. Nach dem Tod des 1806 in den württembergischen Personaladel erhobenen Vaters im Gefecht bei Isny wurde Lohbauer von den Großeltern evangelisch erzogen und besuchte das Gymnasium in Stuttgart. Nach dem Tod des Großvaters 1815 wurde der 13-Jährige bis zur Auflösung 1817 auf dem königlichen Militär-Institut der Kadettenanstalt aufgenommen. Lohbauer bekam ehrende Zeugnisse und wandte sich den Bildenden Künsten, vornehmlich Architektur und Malerei zu. Nach Umbildung der Offiziersanstalt arbeitete er ab 1820 in Ludwigsburg wieder für das Militär beim Corps des Guides als topographischer Zeichner. Ende 1822 wurde er nach Stuttgart versetzt, wo er in gleicher Stellung Arbeit in der Katasterabteilung des württembergischen Generalstabs und im topographischen Büro fand. Wegen einer Seh- und Gehörschwäche, als Folge einer mit fünf Jahren ausgetragenen Scharlacherkrankung, musste er die Ausbildung zum Offizier 1823 abbrechen.
Über Eduard Mörike lernte er den Schriftsteller Wilhelm Waiblinger (1804–1830) und den Dichter Friedrich Hölderlin (1770–1843) kennen. Letzteren besuchte er mit dem Lithograph Johann Georg Schreiner. Im April 1825 begann Lohbauer das Studium der Philosophie, Philologie und Geschichte an der Universität Tübingen. Er wohnte zusammen mit Hermann Hardegg, zog jedoch später an den Stadtrand. Hier stand er im Kontakt mit dem Freundeskreis um Eduard Mörike. Er war aktiv in einer radikaldemokratischen Comment-Burschenschaft und verfocht die republikanischen Ideale vehement. Dies brachte ihm im Herbst 1826 eine vierwöchige Karzerstrafe und die Androhung der Relegation ein, da er an einer Waterloo-Feier teilgenommen hatte. Im Januar 1825 entfachte sich zwischen Lohbauer und Waiblinger eine „wilde Feindschaft“ um die Liebe zu Henriette Reuter, die bis zum Pistolenduell am Ende des Jahres führte. 1827 brach der oppositionelle Student Lohbauer das Studium ab und ging auf Reisen nach Nürnberg, Würzburg und Bamberg.

### Publizistischer Kampf um die Pressefreiheit und erstes Schweizer Exil
Von 1828 bis 1830 redigierte Lohbauer die bei Franckh erscheinende Stuttgarter „Stadtpost“. Lohbauer wurde als Redakteur von den Gründern Gottlob Tafel (1801–1874) und Friedrich Rödinger (1800–1868) des „Hochwächters“ (später 1833 „Der Beobachter“), der seit dem 1. Dezember 1830 erschien, verpflichtet. Die beiden Advokaten waren Mitglieder des verfolgten burschenschaftlichen „Jünglingsbundes“ und wollten sich als Landtagsabgeordnete zur Wahl stellten. Diese Tätigkeit begleitete Lohbauer bis September 1832. Unter Lohbauers Leitung beschäftigten sich Zensurbehörde, Kriminalamt und Stadtdirektion mit der Zeitschrift „Der Hochwächter“, was zu zahlreiche Anzeigen gegen ihn führte. Lohbauers publizistischer Kampf spitzte sich 1832 zu, als er als Festredner auf dem Hambacher Fest auftrat, was ihn für die Regierung in Stuttgart zum Demagogen und Aufrührer machte. Bei den Vorbereitung der Franckh-Koseritz’schen Verschwörung von 1833 war Lohbauer beteiligte. Durch Veröffentlichung zensierter „Hochwächter“-Beiträge im Nachgang des Festes drohte Lohbauer die Verhaftung, derer er sich durch Flucht entzog. Im Zuge der Demagogenverfolgung wurde er im Schwarzen Buch der Frankfurter Bundeszentralbehörde (Eintrag Nr. 1.042) festgehalten.
So erreichte er im September 1832 Straßburg, jedoch schien es ihm nicht sicher genug, und er setzte sich im April '33 weiter in die Schweiz ab. In Straßburg wurde er von seinem Schwager im September besucht, lernte den preußischen Offizier Bruno Übel kennen und hatte Kontakt zu den Flüchtigen des Frankfurter Wachensturms wie von Rauschenplat. In der Schweiz folgte eine unstete Anfangszeit. Lohbauer ließ sich 1836 in Burgdorf im Kanton Bern nieder. Die Regierung berief ihn in die Kommission für Kunstangelegenheiten, was ihn in Offizierskreisen bekannt machte. Lohbauer gründete mit Bruno Übel die „Helvetische Militärzeitschrift“, den Vorläufer der „Allgemeinen Schweizer Militärzeitung“. Ende 1834 führte diese Tätigkeit zum Ruf auf den Lehrstuhl für Militärwissenschaften an der Universität Bern, wo er sein Wissen an schweizerische Stabsoffiziere weitergab. Lohbauer fühlte sich jedoch nicht wirklich heimisch und reiste 1839 nach Paris, um eine Anstellung zu suchen: Dazu kam es aber nicht, denn zuvor hatte er Pauline Fleischhauer (1812–1886) aus Reutlingen kennengelernt, die im Mai 1839 der Verlobung zusagte. Am 31. Dezember 1840 heiratete er sie; er hatte mit ihr vier Kinder, die alle in jungen Jahren verstarben. Im Jahre 1841 erließ König Wilhelm I. eine politische Amnestie, welche Lohbauer die Möglichkeit zur Rückkehr in die Heimat eröffnete, ein Gnadengesuch hatte er stets verworfen. Sein erster Besuch der Heimat geschah im Sommer 1843 nach 10-jähriger Abwesenheit.

### Zweiter Versuch einer Reform und erneutes Schweizer Exil
Im Winter 1845/1846 gab Lohbauer seine Lehrtätigkeit in Bern auf. Er zog nach Berlin und übernahm die Redaktion der „Deutschen Zeitung“. Da seine Ziele sich nicht verwirklichten, nahm er zu Beginn des Jahres 1848 Kontakt mit den Eidgenossen für eine Anstellung in alter Tätigkeit auf. Er lehnte die Bildung eines Vereinigten Landtags 1847 ab und schloss sich 1848 der Volkserhebung in Berlin an. Er betätigte sich als Befehlshaber einer Bürgerkompanie und setzte sich für die Umgestaltung Preußens in einen Verfassungsstaat ein. Er kandidierte sowohl für die verfassunggebende Nationalversammlung in Preußen als auch für die Frankfurter Nationalversammlung, blieb jedoch ohne Amt. Die restaurativen Bemühungen, die letztlich zum Scheitern der Revolution von 1848/1849 führen sollten, bewogen ihn Ende 1848 in Anknüpfung der Kontakte von einst in die Schweiz zurückzukehren. Jedoch versagte man ihm an der Universität Bern einen neuerlichen Lehrauftrag. Stattdessen fand er eine Anstellung als Oberinstruktor „für Strategie und Taktik“ an der Generalstabsschule in Thun. Nach der Entpflichtung vom Unterricht an der Militärschule zog Lohbauer 1869 nach Solothurn, wo er seinen Lebensabend mit kunstgeschichtlichen und literarischen Fragen verbrachte. Im Alter von 70 Jahren starb Lohbauer in Hermesbühl bei Solothurn. Auf seinem Grabstein wurde ihm bezeugt, dass er durch viele Jahre ein ausgezeichneter Lehrer an den schweizerischen Kriegsschulen war.

## Wirken

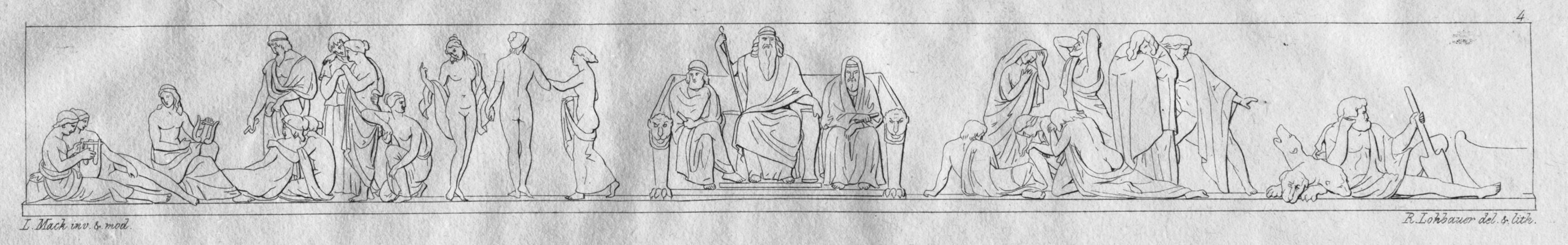
1829 gab Ludwig Mack eine Mappe mit Konturzeichnungen heraus (Mack 1829), die Rudolf Lohbauer für den Druck lithographierte

1823 porträtierte Lohbauer Friedrich Hölderlin. Ebenzeitlich setzte Lohbauer sich dafür ein, dass Maria Meyer (1802–1865), für die Eduard Mörike schwärmte, bei seiner Mutter und Schwester im Ludwigsburger Elternhaus aufgenommen wurde; Maria Meyer zog jedoch gegen Jahresende wieder aus. In der Zeit zwischen 1823 und 1825 begleiteten ihn seelische Depressionen und Suizidgedanken sowie der Drang, sich den griechischen Freiheitskämpfern anzuschließen. Eine Tuschzeichnung Lohbauers aus dem Jahre 1826, bekannt unter dem Titel "Die Freunde in Lohbauers Tübinger Gartenlaube", wird in der Literaturwissenschaft mit Eduard Mörikes älterer Ballade "Der Feuerreiter" in Verbindung gebracht. 1830 veröffentlichte er bei Cotta lithographierte Zeichnungen zu „Don Giovanni“. Die Skizzen dazu waren während der Studentenzeit in Tübingen entstanden.
Die aufklärerische Schärfe und streitbare Liberalität in der Zeitschrift „Der Hochwächter“ unter Lohbauers Leitung 1830–1832 führten zu geistvollen Feuilletons, unabhängigen Theater- und Musikkritiken und politischen Artikeln. Die radikale republikanische Haltung und mutigen Angriffe auf die Regierung und Verwaltung beschäftigten Zensurbehörde, Kriminalamt und Stadtdirektion. In der Folge kam es zu zahlreiche Anzeigen. Weder Zensurstriche noch die Entziehung der Privilegien halfen. Selbst aus den Reihen der politischen Gegner hieß es: „Die Gründung des ‚Hochwächters‘ war entscheidend für die Hoffnung der liberalen Partei, die großartige Teilnahme des ganzen Württemberg an diesem Blatt war das Signal einer neuen Zeit, die für das Land anbrach. Jetzt hatten die vereinzelten Klagen ihren Zentralpunkt gefunden. […].“ 1832 forderte er wie andere auch auf dem Hambacher Fest die nationale Einheit Deutschlands als Staatenbund mit einer die Grundrechte garantierenden Verfassung und die Pressefreiheit. Seine Redakteursdienste wurden von Friedrich Rödinger mit überschwänglichem Lob geehrt, als Lohbauer fliehen musste infolge der Veröffentlichung einer unzensierten Hochwächter-Ausgabe.
Zwischen 1833 und 1836 versuchte Lohbauer, sich literarisch in der Übersetzung von Dantes Göttliche Komödie zu betätigen und schmiedete künstlerische Pläne. Allmählich lernte man seine Talente kennen und schätzen.
Mit der „Deutschen Zeitung“ wollte Lohbauer seinen Idealen folgend politisch auf den preußischen König Friedrich Wilhelm IV. einwirken, was ihm jedoch nicht gelang und enttäuschte. Die Preußen sahen in ihm immer noch den schwäbischen Demagogen von einst. Während der Revolutionszeit setzte er sich für die Umgestaltung Preußens in einen Verfassungsstaat ein. Ebenso wollte er nach wie vor die Einheit und Freiheit Deutschlands. Er fühlte sich isoliert, nachdem seine Kandidaturen für staatliche Ämter nicht zum Erfolg führten.
Während seines Lebensabend verfasste er Entwürfe für Dramen. Es kam jedoch nicht zur Aufführung seiner Werke.
Die Helvetische Militärzeitschrift (später: Allgemeine Schweizerische Militärzeitschrift) trug zum Ausbau des Schweizer Wehrsystems bei. In seinem Gastland half er bei der Verbreitung moderner operativer und taktischer Kenntnisse. Kriegsgeschichtliche Studien ergänzten seine bisherige wissenschaftliche Arbeit. Lohbauers Verhältnis zum Militär schildert diese Aussage: „wenn er vor Stabsoffizieren Vorträge hielt und Pappeschnitzeln auf dem Tisch manövrierte, hatte auch ein theoretischer Krieg seine poetische Seite – für den der's versteht“. In Berlin 1846 hoffte er eine liberale Zeitung gründen zu können. Nach Rückkehr in die Schweiz engagierte Lohbauer sich als Oberinstruktor in Thun mit Eifer und widmete sich der qualitativen Verbesserung der Schweizer Streitkräfte. Das eidgenössische Milizsystem, das vom Gedankengut des Frühliberalismus getragen wurde, wurde durch seine Bemühungen mit einem funktionstüchtigen Generalstab als Führungsinstrument versehen.

## Charakteristika Lohbauers
Nach Hans Königer zeigte Lohbauer manche Ähnlichkeit mit der Personalstruktur Wilhelm Waiblingers in seiner kühnen, vielgestaltig schillernden Persönlichkeit, seinem unkonventionellen, magnetisch anziehenden, die Menschen im Sturm erobernden Wesen, das ängstlichen Zeitgenossen triebhaft, pathologisch oder dämonisch erschien. W. Lang schrieb, er habe eine bewegliche phantasievolle Natur, die ihm nie erlaubte festen Grund zu fassen. Lohbauer war ein Suchender, der unbefriedigt von einem Ziel zum anderen schwankte. Sein Vetter Rümelin beschrieb ihn nach dem Tode als Mann, der zu seinen Idealen stand und zum Höchsten berufen schien; dass er stets in allen Lagen des Lebens ein reiner und edler Mensch gewesen war, der die höchsten Ziele vor Augen hatte.

## Werke
- Der Kampf auf der Grimsel am 14. August 1799. Eine militärische Studie. Hrsg.: helvetische Militärzeitschrift 4. Nr. 10–12, 1837.
- Der Feldzug in Rußland, 1812. nach d. 100 Bildern Faber du Faur's, historische und ästhetische Erläuterungen. 1845.
- An den Herren Wähler für Frankfurt und Berlin. 1848.
- Die Kämpfe um den Gotthard im Frühjahr und Sommer 1799. 1861 (französische Ausgabe 1861).